# Берсоса-де-Буреба
Берсоса-де-Буреба (ісп. Berzosa de Bureba) — муніципалітет в Іспанії, у складі автономної спільноти Кастилія-і-Леон, у провінції Бургос. Населення — 40 осіб (2010).
Муніципалітет розташований на відстані близько 250 км на північ від Мадрида, 46 км на північний схід від Бургоса.

## Демографія
Динаміка населення (INE ):